# Air Mobility Command
L'Air Mobility Command o AMC (Commando Mobilità Aerea) è uno dei Major Command della United States Air Force (USAF), responsabile di tutti i suoi aerei da trasporto strategico, trasporto tattico e da rifornimento in volo basati sul territorio continentale americano. Il comando è inoltre la componente aerea dello USTRANSCOM. Il quartier generale è situato presso la Scott Air Force Base, Illinois.

## Equipaggiamento
Il comando dispone dei seguenti velivoli:
- 21 Aerei da rifornimento in volo KC-10A
- 84 Aerei da rifornimento in volo KC-135R
- 18 Aerei da rifornimento in volo KC-135T
- 40 Aerei da rifornimento in volo KC-46A Pegasus
- 250 Aerei da trasporto:
  - 120 C-17A Globemaster III
  - 59 C-130J Super Hercules
  - 36 C-5M Super Galaxy
  - 14 C-21A Learjet
  - 4 Air Force Two C-32A
  - 4 C-37A Gulfstream V
  - 7 C-37B Gulfstream V
  - 4 C-40B Clipper
- 2 Air Force One VC-25A

## Organizzazione
Attualmente, al settembre 2024, lo Stormo controlla:

### 18th Air Force, Scott Air Force Base, Illinois
- 618th Air Operations Center, Scott AFB, Illinois

#### Mobilità Aerea
- 60th Air Mobility Wing, Travis AFB, California, KC-10, C-17 e C-5M
- 305th Air Mobility Wing, JB McGuire-Dix-Lakehurst, New Jersey - C-17 e KC-46A
- 375th Air Mobility Wing, Scott AFB, Illinois - C-21, C-40

#### Trasporto
- 19th Airlift Wing, Little Rock AFB, Arkansas - C-130H e C-130J
- 62nd Airlift Wing, JB Lewis-McChord, Washngton - C-17
- 89th Airlift Wing, JB Andrews, Maryland - C-20B, C-32A, C-37A/B, C-40B e VC-25A
- 317th Airlift Wing, Dyess AFB, Texas - C-130J
- 436th Airlift Wing, Dover AFB, Delaware - C-5 e C-17
- 437th Airlift Wing, JB Charleston, South Carolina - C-17A

#### Rifornimento in Volo
- 6th Air Refueling Wing, MacDill AFB, Florida - KC-135R, KC-46A e C-37
- 22nd Air Refueling Wing, McConnell AFB, Kansas - KC-135R e KC-46A
- 92nd Air Refueling Wing, Fairchild AFB, Washington - KC-135R

### U.S.A.F. Expeditionary Center - Joint Base McGuire-Dix-Lakehurst, New Jersey
- 43rd Air Mobility Operations Group - Pope Field,  Carolina del Nord
- 87th Air Base Wing - Joint Base McGuire-Dix-Lakehurst, New Jersey
- 515th Air Mobility Operations Wing - Joint Base Pearl Harbor-Hickam, Hawaii
- 521st Air Mobility Operations Wing - Ramstein Air Base, Germania
- 621st Contingency Response Wing - Joint Base McGuire-Dix-Lakehurst, New Jersey
- 628th Air Base Wing - Joint Base Charleston, Carolina del Sud

## Basi
Il comando ha la giurisdizione sulle seguenti basi militari:
- Dover Air Force Base, Delaware
- Fairchild Air Force Base, Washington
- Joint Base Charleston, Carolina del Sud
- Joint Base Lewis-McChord, Washington
- Joint Base McGuire-Dix-Lakehurst, New Jersey
- Little Rock Air Force Base, Arkansas
- MacDill Air Force Base, Florida
- McConnell Air Force Base, Kansas
- Scott Air Force Base, Illinois
- Travis Air Force Base, California